# Šentjur község
Šentjur község (szlovén nyelven Občina Šentjur) Szlovénia 212 alapfokú közigazgatási egységének, azaz községének egyike a Savinjska statisztikai régióban. Adminisztratív központja Šentjur város. A község a történelmi szlovén Stájerország (Štajersko) régió része. 

## A községhez tartozó települések
A községhez Šentjur székhelyen kívül a következő települések tartoznak:
- Bezovje pri Šentjurju
- Bobovo pri Ponikvi
- Boletina
- Botričnica
- Brdo
- Brezje ob Slomu
- Bukovje pri Slivnici
- Cerovec
- Črnolica
- Dobje pri Lesičnem
- Dobovec pri Ponikvi
- Dobrina
- Dole
- Dolga Gora
- Doropolje
- Dramlje
- Drobinsko
- Golobinjek pri Planini
- Gorica pri Slivnici
- Goričica
- Grobelno (Šentjur portion)*
- Grušce
- Hotunje
- Hrastje
- Hruševec
- Hrušovje
- Jakob pri Šentjurju
- Jarmovec
- Javorje
- Jazbin Vrh
- Jazbine
- Jelce
- Kalobje
- Kameno
- Kostrivnica
- Košnica
- Krajnčica
- Krivica
- Laze pri Dramljah
- Loka pri Žusmu
- Lokarje
- Loke pri Planini
- Lopaca
- Lutrje
- Marija Dobje
- Okrog
- Osredek
- Ostrožno pri Ponikvi
- Paridol
- Planina pri Sevnici
- Planinca
- Planinska Vas
- Planinski Vrh
- Pletovarje
- Podgaj
- Podgrad
- Podlešje
- Podlog pod Bohorjem
- Podpeč nad Marofom
- Podpeč pri Šentvidu
- Podvine
- Ponikva
- Ponkvica
- Prapretno
- Primož pri Šentjurju
- Proseniško
- Rakitovec
- Razbor
- Repno
- Rifnik
- Sele
- Slatina pri Ponikvi
- Slivnica pri Celju
- Sotensko pod Kalobjem
- Spodnje Slemene
- Srževica
- Stopče
- Straška Gorca
- Straža na Gori
- Svetelka
- Šedina
- Šentvid pri Planini
- Šibenik
- Tajhte
- Tratna ob Voglajni
- Tratna pri Grobelnem
- Trno
- Trnovec pri Dramljah
- Trška Gorca
- Turno
- Uniše
- Vejice
- Vezovje
- Visoče
- Vodice pri Kalobju
- Vodice pri Slivnici
- Vodruž
- Voduce
- Vodule
- Voglajna
- Vrbno
- Zagaj pri Ponikvi
- Zalog pod Uršulo
- Zgornje Selce
- Zgornje Slemene
- Zlateče pri Šentjurju
- Žegar

## Népesség
| Lakosok száma | 18 728 | 18 799 | 18 889 | 18 996 | 18 935 | 19 034 | 18 996 | 19 046 | 19 186 | 19 333 |
|               | 2008   | 2009   | 2011   | 2012   | 2013   | 2015   | 2016   | 2017   | 2019   | 2020   |